# Mana Dembélé
Mana Dembélé (ur. 29 listopada 1988 w Ivry-sur-Seine) – piłkarz malijski grający na pozycji napastnika. Od 2016 jest zawodnikiem klubu Le Havre AC.

## Kariera klubowa
Swoją karierę piłkarską Dembélé rozpoczął w klubie Paris FC. W sezonie 2006/2007 grał w jego rezerwach. W 2007 roku przeszedł do LB Châteauroux. W sezonie 2007/2008 był członkiem zespołu rezerw, a w 2008 roku awansował do kadry pierwszego zespołu. Zadebiutował w nim 19 września 2008 w przegranym 1:3 wyjazdowym meczu z Tours FC. W LB Châteauroux grał przez dwa lata.
Latem 2010 Dembélé przeszedł do trzecioligowego Chamois Niortais FC. W 2011 roku trafił do Clermont Foot. Swój debiut w nim zaliczył 29 lipca 2011 w wygranym 2:1 wyjazdowym meczu ze Stade Lavallois.
Na początku 2014 roku Dembélé został zawodnikiem pierwszoligowego zespołu En Avant Guingamp. Swój debiut w Guingamp zanotował 25 stycznia 2014 w zremisowanym 1:1 domowym meczu z Paris Saint Germain. W sezonie 2013/2014 zdobył z Guingamp Puchar Francji.
W sezonie 2014/2015 Dembélé był wypożyczony do AS Nancy, a latem 2016 przeszedł do Le Havre AC.
| Sezon   | Klub                | Kraj    | Rozgrywki            | Mecze | Bramki |
| ------- | ------------------- | ------- | -------------------- | ----- | ------ |
| 2008/09 | LB Châteauroux      | Francja | Championnat National | 9     | 2      |
| 2009/10 | LB Châteauroux      | Francja | Championnat National | 17    | 1      |
| 2010/11 | Chamois Niortais FC | Francja | Championnat National | 29    | 6      |
| 2011/12 | Clermont Foot       | Francja | Ligue 2              | 38    | 7      |
| 2012/13 | Clermont Foot       | Francja | Ligue 2              | 37    | 13     |
| 2013/14 | Clermont Foot       | Francja | Ligue 2              | 11    | 3      |
| 2013/14 | En Avant Guingamp   | Francja | Ligue 1              | 10    | 0      |
| 2014/15 | AS Nancy            | Francja | Ligue 2              | 32    | 12     |
| 2015/16 | En Avant Guingamp   | Francja | Ligue 1              | 13    | 0      |
| 2016/17 | Le Havre AC         | Francja | Ligue 2              | 11    | 0      |
| 2016/17 | Stade Lavallois     | Francja | Ligue 2              | 8     | 2      |

## Kariera reprezentacyjna
W reprezentacji Mali Dembélé zadebiutował 24 marca 2013 roku w wygranym 2:1 meczu eliminacji do MŚ 2014 z Rwandą, rozegranym w Kigali.